# Sopwith (игра)
Sopwith — двумерная компьютерная игра, созданная Дэвидом Кларком из фирмы BMB Compuscience. Оригинальная игра была выпущена для компьютеров под управлением DOS. Позднее Sopwith была портирована на Atari 520ST и на советский компьютер БК-0010.01. Игра заключается в пилотировании биплана компании «Сопвич» и уничтожении вражеских зданий, уклонении от огня вражеских бипланов и проч. Игра обладает горизонтальной прокруткой в обе стороны.
Этому способствовал написанный Дэвидом Кларком, программистом BMB, многопользовательский режим. Функция многопользовательской игры не работала без драйверной и аппаратной поддержки Imaginet. Однопользовательский режим, в то же время, работал без указанных ограничений, причём игрок имел возможность выбирать количество компьютерных оппонентов или играть вообще без них. Возможность однопользовательской игры обеспечила широкую популярность игре, но не подсистеме Imaginet.
Все версии Сопвича использовали четырёхцветную CGA-графику (false color). Звук (точнее, звуковые эффекты и подобие музыки) обеспечивал встроенный динамик PC speaker.
Исходный код игры на Си был опубликован в 2000 году сначала по лицензии для некоммерческого использования, а затем и по GNU GPL, согласно пожеланиям любителей игры.
В 1996 году вышел бесплатный VGA-ремейк игры — Triplane Turmoil и позже Windows XP версия Triplane Turmoil II.